# Großer Preis von Monaco 1983
Der Große Preis von Monaco 1983 (offiziell 41e Grand Prix de Monaco) fand am 15. Mai auf dem Circuit de Monaco in Monte Carlo statt und war das fünfte Rennen der Formel-1-Weltmeisterschaft 1983.

## Bericht

### Hintergründe
Alain Prost und Nelson Piquet gingen mit einem Punkt Vorsprung auf Patrick Tambay in das Rennwochenende. In der Konstrukteurswertung führte Ferrari mit einem Punkt vor McLaren-Ford und mit drei Punkten vor Renault.

### Training
Im Qualifying sicherte sich der WM-Führende Prost die Pole-Position vor René Arnoux und Eddie Cheever. Die beiden McLaren-Ford von Niki Lauda und John Watson qualifizierten sich nicht für das Rennen. Dies war das einzige Mal, dass sich beide Werks-McLaren-Autos nicht für ein Rennen qualifizieren konnten und auch für Lauda das erste und letzte Mal.

### Rennen
Die Strecke war nass, als das Rennen gestartet wurde. Einige Teams, darunter Ferrari, Renault und Brabham-BMW, entschieden sich, auf Regenreifen zu starten. Die Fahrer von Williams-Ford starteten dagegen auf Slicks.
Zunächst übernahm Prost die Führung. Als die Strecke aber mehr und mehr abtrocknete, entschieden sich die Fahrer auf den Regenreifen, einen Boxenstopp einzulegen und auf Trockenreifen zu wechseln. Folglich übernahm Keke Rosberg die Führung und wurde bis zum Rennende nicht mehr eingeholt. Dreißig Jahre später gewann Rosbergs Sohn Nico das Rennen 2013. Somit wurden die beiden das erste Vater-Sohn-Duo, welche im Fürstentum gewannen.
Jacques Laffite lag auf dem zweiten Platz, fiel jedoch bald wegen Getriebeproblemen aus. Die beiden dahinterliegenden Fahrzeuge von Marc Surer und Derek Warwick kämpften um die dritte Position, kollidierten in St. Devote und schieden beide aus. Davon profitierend, übernahm Piquet den zweiten Platz und Prost komplettierte das Podium. Piquet übernahm mit dem Sieg auch wieder die WM-Führung vor Prost.

## Meldeliste
| Team                           | Nr. | Fahrer             | Chassis         | Motor                    | Reifen |
| ------------------------------ | --- | ------------------ | --------------- | ------------------------ | ------ |
| TAG Williams Team              | 01  | Keke Rosberg       | Williams FW08C  | Ford Cosworth DFV 3.0 V8 | G      |
| TAG Williams Team              | 02  | Jacques Laffite    | Williams FW08C  | Ford Cosworth DFV 3.0 V8 | G      |
| Benetton Tyrrell Team          | 03  | Michele Alboreto   | Tyrrell 011B    | Ford Cosworth DFV 3.0 V8 | G      |
| Benetton Tyrrell Team          | 04  | Danny Sullivan     | Tyrrell 011B    | Ford Cosworth DFV 3.0 V8 | G      |
| Fila Sport                     | 05  | Nelson Piquet      | Brabham BT52    | BMW M12/13 1.5 L4t       | M      |
| Fila Sport                     | 06  | Riccardo Patrese   | Brabham BT52    | BMW M12/13 1.5 L4t       | M      |
| Marlboro McLaren International | 07  | John Watson        | McLaren MP4/1C  | Ford Cosworth DFV 3.0 V8 | M      |
| Marlboro McLaren International | 08  | Niki Lauda         | McLaren MP4/1C  | Ford Cosworth DFV 3.0 V8 | M      |
| Team ATS                       | 09  | Manfred Winkelhock | ATS D6          | BMW M12/13 1.5 L4t       | G      |
| John Player Team Lotus         | 11  | Elio de Angelis    | Lotus 93T       | Renault EF1 1.5 V6t      | P      |
| John Player Team Lotus         | 12  | Nigel Mansell      | Lotus 92        | Ford Cosworth DFV 3.0 V8 | P      |
| Équipe Renault Elf             | 15  | Alain Prost        | Renault RE40    | Renault EF1 1.5 V6t      | M      |
| Équipe Renault Elf             | 16  | Eddie Cheever      | Renault RE40    | Renault EF1 1.5 V6t      | M      |
| RAM Automotive Team March      | 17  | Eliseo Salazar     | RAM 01          | Ford Cosworth DFV 3.0 V8 | P      |
| Marlboro Team Alfa Romeo       | 22  | Andrea de Cesaris  | Alfa Romeo 183T | Alfa Romeo 890T 1.5 V8t  | M      |
| Marlboro Team Alfa Romeo       | 23  | Mauro Baldi        | Alfa Romeo 183T | Alfa Romeo 890T 1.5 V8t  | M      |
| Équipe Ligier Gitanes          | 25  | Jean-Pierre Jarier | Ligier JS21     | Ford Cosworth DFV 3.0 V8 | M      |
| Équipe Ligier Gitanes          | 26  | Raul Boesel        | Ligier JS21     | Ford Cosworth DFV 3.0 V8 | M      |
| Scuderia Ferrari SpA SEFAC     | 27  | Patrick Tambay     | Ferrari 126C2B  | Ferrari 021 1.5 V6t      | G      |
| Scuderia Ferrari SpA SEFAC     | 28  | René Arnoux        | Ferrari 126C2B  | Ferrari 021 1.5 V6t      | G      |
| Arrows Racing Team             | 29  | Marc Surer         | Arrows A6       | Ford Cosworth DFV 3.0 V8 | G      |
| Arrows Racing Team             | 30  | Chico Serra        | Arrows A6       | Ford Cosworth DFV 3.0 V8 | G      |
| Osella Squadra Corse           | 31  | Corrado Fabi       | Osella FA1D     | Ford Cosworth DFV 3.0 V8 | M      |
| Osella Squadra Corse           | 32  | Piercarlo Ghinzani | Osella FA1E     | Alfa Romeo 1260 3.0 V12  | M      |
| Theodore Racing Team           | 33  | Roberto Guerrero   | Theodore N183   | Ford Cosworth DFV 3.0 V8 | G      |
| Theodore Racing Team           | 34  | Johnny Cecotto     | Theodore N183   | Ford Cosworth DFV 3.0 V8 | G      |
| Candy Toleman Motorsport       | 35  | Derek Warwick      | Toleman TG183B  | Hart 415T 1.5 L4t        | P      |
| Candy Toleman Motorsport       | 36  | Bruno Giacomelli   | Toleman TG183B  | Hart 415T 1.5 L4t        | P      |

## Klassifikationen

### Qualifying
| Pos. | Fahrer             | Konstrukteur      | Vorqualifikation | Vorqualifikation  | Qualifikationstraining 1 | Qualifikationstraining 1 | Qualifikationstraining 2 | Qualifikationstraining 2 | Start |
| Pos. | Fahrer             | Konstrukteur      | Zeit             | Ø-Geschwindigkeit | Zeit                     | Ø-Geschwindigkeit        | Zeit                     | Ø-Geschwindigkeit        | Start |
| ---- | ------------------ | ----------------- | ---------------- | ----------------- | ------------------------ | ------------------------ | ------------------------ | ------------------------ | ----- |
| 01   | Alain Prost        | Renault           | –                | –                 | 1:24,840                 | 140,537 km/h             | 1:52,845                 | 105,660 km/h             | 01    |
| 02   | René Arnoux        | Ferrari           | –                | –                 | 1:25,182                 | 139,973 km/h             | 1:52,183                 | 106,283 km/h             | 02    |
| 03   | Eddie Cheever      | Renault           | –                | –                 | 1:26,279                 | 138,194 km/h             | 1:52,434                 | 106,046 km/h             | 03    |
| 04   | Patrick Tambay     | Ferrari           | –                | –                 | 1:26,298                 | 138,163 km/h             | 1:53,987                 | 104,601 km/h             | 04    |
| 05   | Keke Rosberg       | Williams-Ford     | –                | –                 | 1:26,307                 | 138,149 km/h             | 1:52,030                 | 106,429 km/h             | 05    |
| 06   | Nelson Piquet      | Brabham-BMW       | –                | –                 | 1:27,273                 | 136,620 km/h             | 1:56,736                 | 102,138 km/h             | 06    |
| 07   | Andrea de Cesaris  | Alfa Romeo        | –                | –                 | 1:27,680                 | 135,985 km/h             | 1:54,335                 | 104,283 km/h             | 07    |
| 08   | Jacques Laffite    | Williams-Ford     | –                | –                 | 1:27,726                 | 135,914 km/h             | 1:53,580                 | 104,976 km/h             | 08    |
| 09   | Jean-Pierre Jarier | Ligier-Ford       | –                | –                 | 1:27,906                 | 135,636 km/h             | 1:55,986                 | 102,799 km/h             | 09    |
| 10   | Derek Warwick      | Toleman-Hart      | 1:33,453         | 127,585 km/h      | 1:28,017                 | 135,465 km/h             | keine Zeit               | –                        | 10    |
| 11   | Michele Alboreto   | Tyrrell-Ford      | –                | –                 | 1:28,256                 | 135,098 km/h             | 2:00,969                 | 98,564 km/h              | 11    |
| 12   | Marc Surer         | Arrows-Ford       | –                | –                 | 1:28,346                 | 134,960 km/h             | 1:56,836                 | 102,051 km/h             | 12    |
| 13   | Mauro Baldi        | Alfa Romeo        | –                | –                 | 1:28,639                 | 134,514 km/h             | 1:56,398                 | 102,435 km/h             | 13    |
| 14   | Nigel Mansell      | Lotus-Ford        | –                | –                 | 1:28,721                 | 134,390 km/h             | 1:56,560                 | 102,292 km/h             | 14    |
| 15   | Chico Serra        | Arrows-Ford       | –                | –                 | 1:28,784                 | 134,294 km/h             | keine Zeit               | –                        | 15    |
| 16   | Manfred Winkelhock | ATS-BMW           | –                | –                 | 1:28,975                 | 134,006 km/h             | 2:01,178                 | 98,394 km/h              | 16    |
| 17   | Riccardo Patrese   | Brabham-BMW       | –                | –                 | 1:29,200                 | 133,668 km/h             | keine Zeit               | –                        | 17    |
| 18   | Raul Boesel        | Ligier-Ford       | –                | –                 | 1:29,222                 | 133,635 km/h             | 1:59,110                 | 100,102 km/h             | 18    |
| 19   | Elio de Angelis    | Lotus-Renault     | –                | –                 | 1:29,518                 | 133,193 km/h             | 1:56,762                 | 102,115 km/h             | 19    |
| 20   | Danny Sullivan     | Tyrrell-Ford      | –                | –                 | 1:29,530                 | 133,175 km/h             | 2:09,076                 | 92,373 km/h              | 20    |
| DNQ  | Bruno Giacomelli   | Toleman-Hart      | 1:32,190         | 129,333 km/h      | 1:29,552                 | 133,143 km/h             | keine Zeit               | –                        | –     |
| DNQ  | Niki Lauda         | McLaren-Ford      | –                | –                 | 1:29,898                 | 132,630 km/h             | 1:52,448                 | 106,033 km/h             | –     |
| DNQ  | John Watson        | McLaren-Ford      | –                | –                 | 1:30,283                 | 132,065 km/h             | 1:53,772                 | 104,799 km/h             | –     |
| DNQ  | Corrado Fabi       | Osella-Ford       | –                | –                 | 1:30,495                 | 131,755 km/h             | keine Zeit               | –                        | –     |
| DNQ  | Eliseo Salazar     | RAM-Ford          | 1:32,502         | 128,897 km/h      | 1:31,229                 | 130,695 km/h             | keine Zeit               | –                        | –     |
| DNQ  | Piercarlo Ghinzani | Osella-Alfa Romeo | –                | –                 | 1:35,572                 | 124,756 km/h             | keine Zeit               | –                        | –     |
| DNPQ | Johnny Cecotto     | Theodore-Ford     | 1:33,817         | 127,090 km/h      | keine Zeit               | –                        | keine Zeit               | –                        | –     |
| DNPQ | Roberto Guerrero   | Theodore-Ford     | 1:33,889         | 126,993 km/h      | keine Zeit               | –                        | keine Zeit               | –                        | –     |

### Rennen
| Pos. | Fahrer             | Konstrukteur  | Runden | Stopps | Zeit        | Start | Schnellste Runde |
| ---- | ------------------ | ------------- | ------ | ------ | ----------- | ----- | ---------------- |
| 01   | Keke Rosberg       | Williams-Ford | 76     |        | 1:56:38,121 | 05    |                  |
| 02   | Nelson Piquet      | Brabham-BMW   | 76     |        | + 18,475    | 06    | 1:27,283 (69.)   |
| 03   | Alain Prost        | Renault       | 76     |        | + 31,366    | 01    |                  |
| 04   | Patrick Tambay     | Ferrari       | 76     |        | + 1:04,297  | 04    |                  |
| 05   | Danny Sullivan     | Tyrrell-Ford  | 74     |        | + 2 Runden  | 20    |                  |
| 06   | Mauro Baldi        | Alfa Romeo    | 74     |        | + 2 Runden  | 13    |                  |
| 07   | Chico Serra        | Arrows-Ford   | 74     |        | + 2 Runden  | 15    |                  |
| –    | Riccardo Patrese   | Brabham-BMW   | 64     |        | DNF         | 17    |                  |
| –    | Jacques Laffite    | Williams-Ford | 53     |        | DNF         | 08    |                  |
| –    | Marc Surer         | Arrows-Ford   | 49     |        | DNF         | 12    |                  |
| –    | Derek Warwick      | Toleman-Hart  | 49     |        | DNF         | 10    |                  |
| –    | Elio de Angelis    | Lotus-Renault | 49     |        | DNF         | 19    |                  |
| –    | Jean-Pierre Jarier | Ligier-Ford   | 32     |        | DNF         | 09    |                  |
| –    | Eddie Cheever      | Renault       | 30     |        | DNF         | 03    |                  |
| –    | Andrea de Cesaris  | Alfa Romeo    | 13     |        | DNF         | 07    |                  |
| –    | René Arnoux        | Ferrari       | 6      |        | DNF         | 02    |                  |
| –    | Raul Boesel        | Ligier-Ford   | 3      |        | DNF         | 18    |                  |
| –    | Manfred Winkelhock | ATS-BMW       | 3      |        | DNF         | 16    |                  |
| –    | Michele Alboreto   | Tyrrell-Ford  | 0      |        | DNF         | 11    | –                |
| –    | Nigel Mansell      | Lotus-Ford    | 0      |        | DNF         | 14    | –                |

## WM-Stände nach dem Rennen
Die ersten sechs des Rennens bekamen 9, 6, 4, 3, 2 bzw. 1 Punkt(e). In der Fahrerwertung wurden die besten elf Resultate, in der Konstrukteurswertung alle Resultate gewertet.

### Fahrerwertung
| Pos. | Fahrer          | Konstrukteur  | Punkte |
| ---- | --------------- | ------------- | ------ |
| 01   | Nelson Piquet   | Brabham-BMW   | 21     |
| 02   | Alain Prost     | Renault       | 19     |
| 03   | Patrick Tambay  | Ferrari       | 17     |
| 04   | Keke Rosberg    | Williams-Ford | 14     |
| 05   | John Watson     | McLaren-Ford  | 11     |
| 06   | Niki Lauda      | McLaren-Ford  | 10     |
| 07   | René Arnoux     | Ferrari       | 8      |
| 08   | Jacques Laffite | Williams-Ford | 7      |
| 09   | Eddie Cheever   | Renault       | 4      |
| 10   | Marc Surer      | Arrows-Ford   | 4      |
| 11   | Danny Sullivan  | Tyrrell-Ford  | 2      |
| 12   | Johnny Cecotto  | Theodore-Ford | 1      |
| 13   | Mauro Baldi     | Alfa Romeo    | 1      |
| 14   | Chico Serra     | Arrows-Ford   | 0      |

| Pos. | Fahrer             | Konstrukteur  | Punkte |
| ---- | ------------------ | ------------- | ------ |
| 15   | Raul Boesel        | Ligier-Ford   | 0      |
| 16   | Michele Alboreto   | Tyrrell-Ford  | 0      |
| 17   | Derek Warwick      | Toleman-Hart  | 0      |
| 18   | Jean-Pierre Jarier | Ligier-Ford   | 0      |
| 19   | Riccardo Patrese   | Brabham-BMW   | 0      |
| 20   | Nigel Mansell      | Lotus-Ford    | 0      |
| 21   | Andrea de Cesaris  | Alfa Romeo    | 0      |
| 22   | Bruno Giacomelli   | Toleman-Hart  | 0      |
| 23   | Manfred Winkelhock | ATS-BMW       | 0      |
| 24   | Eliseo Salazar     | RAM-Ford      | 0      |
| –    | Roberto Guerrero   | Theodore-Ford | 0      |
| –    | Corrado Fabi       | Osella-Ford   | 0      |
| –    | Alan Jones         | Arrows-Ford   | 0      |
| –    | Elio de Angelis    | Alfa Romeo    | 0      |

### Konstrukteurswertung
| Pos. | Konstrukteur  | Punkte |
| ---- | ------------- | ------ |
| 01   | Ferrari       | 25     |
| 02   | Renault       | 23     |
| 03   | Brabham-BMW   | 21     |
| 04   | McLaren-Ford  | 21     |
| 05   | Williams-Ford | 21     |
| 06   | Arrows-Ford   | 4      |
| 07   | Tyrrell-Ford  | 2      |
| 08   | Theodore-Ford | 1      |

| Pos. | Konstrukteur | Punkte |
| ---- | ------------ | ------ |
| 09   | Alfa Romeo   | 1      |
| 10   | Ligier-Ford  | 0      |
| 11   | Toleman-Hart | 0      |
| 12   | Lotus-Ford   | 0      |
| 13   | RAM-Ford     | 0      |
| 14   | ATS-BMW      | 0      |
| –    | Osella-Ford  | 0      |